# جرج‌تاون، جزایر کیمن
جرج‌تاون، جزایر کیمن (به انگلیسی: George Town, Cayman Islands) یک زیستگاه انسانی در بریتانیا است که در جزایر کیمن واقع شده‌است.

## خصوصیات
این شهر ۲۹ کیلومترمربع مساحت و ۲۸٬۸۳۶ نفر جمعیت دارد. این شهر حدود ۳ متر بالاتر از سطح آب اقیانوس‌ها واقع شده‌است.